# Liste der Bodendenkmale in Auetal
In der Liste der Bodendenkmale in Auetal sind die Bodendenkmale der niedersächsischen Gemeinde Auetal aufgeführt. Die Quelle ist der Denkmalatlas Niedersachsen.

Auetal im Landkreis Schaumburg

Der Stand der Liste ist der 23. Januar 2025.

## Allgemein
In den Spalten finden sich folgende Informationen des Bodendenkmales:
| Lage         | geographische Koordinaten                                                           |
| Bezeichnung  | Bezeichnung lt. Denkmalatlas                                                        |
| Beschreibung | Beschreibung lt. Denkmalatlas                                                       |
| ID           | Objekt-ID                                                                           |
| Bild         | Bild, ggf. zusätzlich mit Link zu weiteren Fotos im Medienarchiv Wikimedia Commons. |

## Rannenberg
| Lage                       | Bezeichnung        | Beschreibung | ID       | Bild |
| -------------------------- | ------------------ | --- | -------- | ---- |
| 52° 13′ 1″ N, 9° 13′ 20″ O | Rannenberg 1, Burg | Das Herrenhaus des ehem. Gutes Bodenengern ist im N, W, und O von einer unregelmäßig trapezförmigen Graft von 15 – 30 m Br. und einem außen vorgelagerten Wall umgeben. Wallbr. bis ca. 15 m, H. bis ca. 1,5 m. Herrenhaus von 1672. | 28968876 | BW   |

## Schoholtensen
| Lage                        | Bezeichnung               | Beschreibung | ID       | Bild |
| --------------------------- | ------------------------- | --- | -------- | ---- |
| 52° 16′ 38″ N, 9° 17′ 43″ O | Schoholtensen 1, Landwehr | Drei parallel zueinander verlaufende Wälle in WSW-OSO-Orientierung mit dazwischen liegenden Gräben. L. ca. 130 m. Annähernd trapezförmiges Profil. Wall-Br. bis 8 m, H. bis 1,5 m. Grabensohl-Br. bis 3 m, T. bis 0,6 m. Einige Durchbrüche. Teilstück ID: 36034112 | 28968877 | BW   |